# Polonia en el Festival de la Canción de Eurovisión 2022
Polonia participó en el LXVI Festival de la Canción de Eurovisión, que se celebró en Turín, Italia del 10 al 14 de mayo de 2022, tras la victoria de Måneskin con la canción «Zitti e buoni». La Telewizja Polska (Televisión Polaca, en español) decidió organizar la final nacional titulada «Tu bije serce Europy! Wybieramy hit na Eurowizję». El festival fue celebrado en una única gala el 19 de febrero de 2022, dando como ganador a Krystian Ochman con la balada con reminiscencias góspel «River», compuesta por el mismo junto a Ashley Hicklin, Adam Wiśniewski y Mikołaj Trybulec.
Tras su elección, Ochman se colocó dentro de los primeros 10 puestos entre los favoritos para ganar el concurso dentro de las casas de apuestas. Previamente a los ensayos, Polonia se colocaba en 6° lugar dentro de las casas de apuestas, cayendo a la 7.ª posición tras la realización de las semifinales, a un día de la gran final.
Finalmente en el concurso, Polonia superó la segunda semifinal tras obtener 198 puntos que la colocaron en 6° lugar. Dos días más tarde, en la gran final, Polonia finalizaría en la posición 12 con un total de 151 puntos: 105 del televoto y 46 del jurado profesional.

## Historia de Polonia en el Festival
Polonia es uno de los países de Europa Central que se fueron uniendo al festival desde después de la disolución de la Unión Soviética, debutando en 1994. Desde entonces el país ha concursado en 23 ocasiones, siendo su mejor participación el año de su debut, con un 2° lugar obtenido por Edyta Górniak y la balada «To nie ja». Así mismo, el país se ha colocado en dos ocasiones más dentro de los 10 mejores del concurso: en 2003 y 2016. Desde la introducción de las semifinales, Polonia ha logrado estar en la final en 6 ocasiones, siendo uno de los países con más eliminaciones en semifinales.
En 2021, el artista seleccionado internamente, Rafał Brzozowski, no clasificó a la final terminando en 14.ª posición con 35 puntos en la semifinal 2, con el tema «The ride».

## Representante para Eurovisión

### Tu bije serce Europy! Wybieramy hit na Eurowizję
Polonia confirmó su participación en el Festival de la Canción de Eurovisión 2022 en Turín el 29 de agosto de 2021 a través del Jefe de la TVP, Jacek Kurski. Un mes después, el 20 de septiembre, la TVP abrió su periodo de recepción de candidaturas hasta el 20 de noviembre; confirmando el proceso de la realización de una selección interna en dos fases: en la primera, cada jurado de un panel de cinco miembros seleccionaría sus tres canciones preferidas para avanzar a la siguiente ronda, pudiendo agregar además, candidaturas que no hubiesen aplicado a la TVP. Teniendo entre tres y quince canciones preseleccionadas, en la segunda ronda cada canción sería valorada en una escala del 1 al 10, siendo declarada como la representante para Eurovisión la mejor puntuada por el comité. Así mismo, se anunció el 2 de enero de 2022 como la fecha tentativa para el anuncio del participante polaco en Eurovisión.
La TVP recibió 150 candidaturas, anunciando el 28 de diciembre de 2021 que retrasarían el anuncio de su representante en Eurovisión dos semanas. Durante las primeras semanas de enero, medios polacos comenzaron a hacerse eco de los rumores de un posible cambio de selección a una final nacional tras las dificultades del comité seleccionador para decidir la propuesta ganadora. Finalmente, el 14 de enero de 2022 la TVP hizo oficial la final nacional anunciando además a sus 10 participantes y respectivas canciones. El 25 de enero se confirmó el nombre de la preselección como «Tu bije serce Europy! Wybieramy hity na Eurowizję» («¡El corazón de Europa late aquí! Seleccionamos el hit para Eurovisión» en español).

#### Formato
La competencia consistió en una sola final con dos fases de votación: la primera, en la que se presentaron las 10 candidaturas y se sometieron a una votación al 50/50 entre un jurado profesional y el televoto. Cada jurado debió repartir 100 puntos entre las diez canciones (sin poder abstenerse de votar alguna actuación) a su propio criterio. Posteriormente los puntos de todos los jurados se sumaron y dicha sumatoria de cada actuación se convirtió en un porcentaje respecto a los 500 puntos totales que repartía el jurado. Así mismo, en el televoto cada número telefónico tuvo un voto disponible vía SMS, también convirtiéndose la suma de los votos en un porcentaje respecto al total de votos recibidos. Ambos porcentajes se sumaron y las tres canciones más votadas avanzarían a la súper final.
En la súperfinal los 3 participantes se sometieron a una votación similar a la utilizada en la primera fase entre el jurado y el televoto. En esta ronda, el mayor votado fue declarado ganador del festival y representante de Polonia en Eurovisión.
El jurado de la preselección estuvo compuesto por:
- Halina Frąckowiak – Cantante
- Marek Sierocki – Comentarista para Polonia del Festival de la Canción de Eurovisión y Eurovisión Junior
- Marcin Kusy – Jurado de la preselección polaca de 2016
- Szymon Orłowski – Presidente de la LOFT ART Association para la Promotion de la Cultura y las Artes
- Krystian Kuczkowski – Director de Programación de la TVP

#### Candidaturas
| Artista                                   | Canción (Traducción)                                  | Idioma                  | Compositor(es) |
| ----------------------------------------- | ----------------------------------------------------- | ----------------------- | --- |
| Ania Byrcyn                               | «Dokąd?» (¿Dónde?)                                    | Polaco                  | Ania Byrcyn, Patryk Rogoziński, Wojtek Hartman, Szymon Orłowski, Iga Janowiak                                                                       |
| Daria                                     | «Paranoia» (Paranoia)                                 | Inglés                  | Daria Marcinkowska, Maciej Puchalski, Kevin Zuber, Duncan Townsend                                                                                  |
| Emilia Dębska                             | «All I Need» (Todo lo que necesito)                   | Inglés                  | Emilia Dębska |
| Karolina Lizer                            | «Czysta woda» (Agua clara)                            | Polaco                  | Marcin Partyka, Tomasz Kordeusz |
| Karolina Stanisławczyk junto a Chika Toro | «Move» (Mover)                                        | Polaco, Inglés, Español | Peter Macko, Karolina Stanisławczyk, Neidy Viviana, Toro Salazar                                                                                    |
| Kuba Szmajkowski                          | «Lovesick» (Enfermo de amor)                          | Inglés                  | Dominic Buczkowski-Wojtaszek, Ewelina Skonieczna, Jan Bielecki, Kuba Szmajkowski, Mateusz Dziewulski, Patryk Kumór, Sven Kolandson, Thomas Karlsson |
| Lidia Kopania                             | «Why Does It Hurt?» (¿Por qué duele?)                 | Inglés                  | Ylva Persson, Linda Persson, Rickard Bonde Truumeel                                                                                                 |
| Ochman                                    | «River» (Río)                                         | Inglés                  | Krystian Ochman, Ash Hicklin, Adam Wiśniewski, Mikołaj Trybulec                                                                                     |
| Szlachta Sisters                          | «Drogowskazy» (Señales)                               | Polaco                  | Piotr Walicki, Monika Wydrzyńska |
| Unmute                                    | «Głośniej niż decybele» (Más alto que los decibieles) | Lengua de señas polaca  | Michał Król, Michał Pakuła |

#### Final
La final tuvo lugar en los estudios 4 y 5 de la TVP en Varsovia el 19 de febrero de 2022 siendo presentada por Rafał Brzozowski, Ida Nowakowska y Małgorzata Tomaszewska. La final se dividió en dos rondas: en la primera, una votación determinada por el 50% del jurado y 50% del voto popular seleccionó las tres canciones que avanzaron a la Súper Final: «Paranoia» de Daria; «River» de Ochman y «Głośniej niż decybele» de Unmute. En la Súper Final, una nueva votación por el 50% del jurado y 50% del voto popular fue quien seleccionó al ganador, Ochman con el tema «River», una balada clásica con reminenscias góspel compuesto por el mismo junto a Ashley Hicklin, Adam Wiśniewski y Mikołaj Trybulec.
| N.º | Artista                                   | Canción                 | Lugar  | Porcentaje |
| --- | ----------------------------------------- | ----------------------- | ------ | ---------- |
| 1   | Kuba Szmajkowski                          | «Lovesick»              | 4      | 4%         |
| 2   | Ania Byrcyn                               | «Dokąd?»                | 6      | 3%         |
| 3   | Szlachta Sisters                          | «Drogowskazy»           | 7      | 3%         |
| 4   | Lidia Kopania                             | «Why Does It Hurt?»     | 10     | 1%         |
| 5   | Karolina Stanisławczyk junto a Chika Toro | «Move»                  | 8      | 2%         |
| 6   | Karolina Lizer                            | «Czysta woda»           | 5      | 3%         |
| 7   | Unmute                                    | «Głośniej niż decybele» | Avanza | Avanza     |
| 8   | Emilia Dębska                             | «All I Need»            | 9      | 1%         |
| 9   | Ochman                                    | «River»                 | Avanza | Avanza     |
| 10  | Daria                                     | «Paranoia»              | Avanza | Avanza     |

| N.º | Artista | Canción                 | Jurado | Lugar | Porcentaje |
| --- | ------- | ----------------------- | ------ | ----- | ---------- |
| 1   | Ochman  | «River»                 | 2      | 1     | 51%        |
| 2   | Unmute  | «Głośniej niż decybele» | 3      | 3     | 10%        |
| 3   | Daria   | «Paranoia»              | 1      | 2     | 39%        |

## En Eurovisión
De acuerdo a las reglas del festival, todos los concursantes iniciaron desde las semifinales, a excepción del anfitrión (en este caso, Italia) y el Big Five compuesto por Alemania, España, Francia, la misma Italia y Reino Unido. En el sorteo realizado el 25 de enero de 2022, Polonia fue sorteada en la segunda semifinal del festival. En este mismo sorteo, se determinó que participaría en la segunda mitad de la semifinal (posiciones 10-18). Semanas después, ya conocidos los artistas y sus respectivas canciones participantes, la producción del programa dio a conocer el orden de actuación, determinando que el país participaría en la decimocuarta posición, precedida por Rumania y seguida de Montenegro.
Los comentarios para Polonia corrieron por parte de Aleksander Sikora y Marek Sierocki en la transmisión a nivel local e internacional de TVP. La portavoz de la puntuación polaca en la votación del jurado fue la actriz, bailarina y presentadora de televisión polaco-estadounidense Ida Nowakowska, quien ya había fungido anteriormente como presentadora de los festivales de Eurovisión Junior en 2019 y 2020.

### Semifinal 2

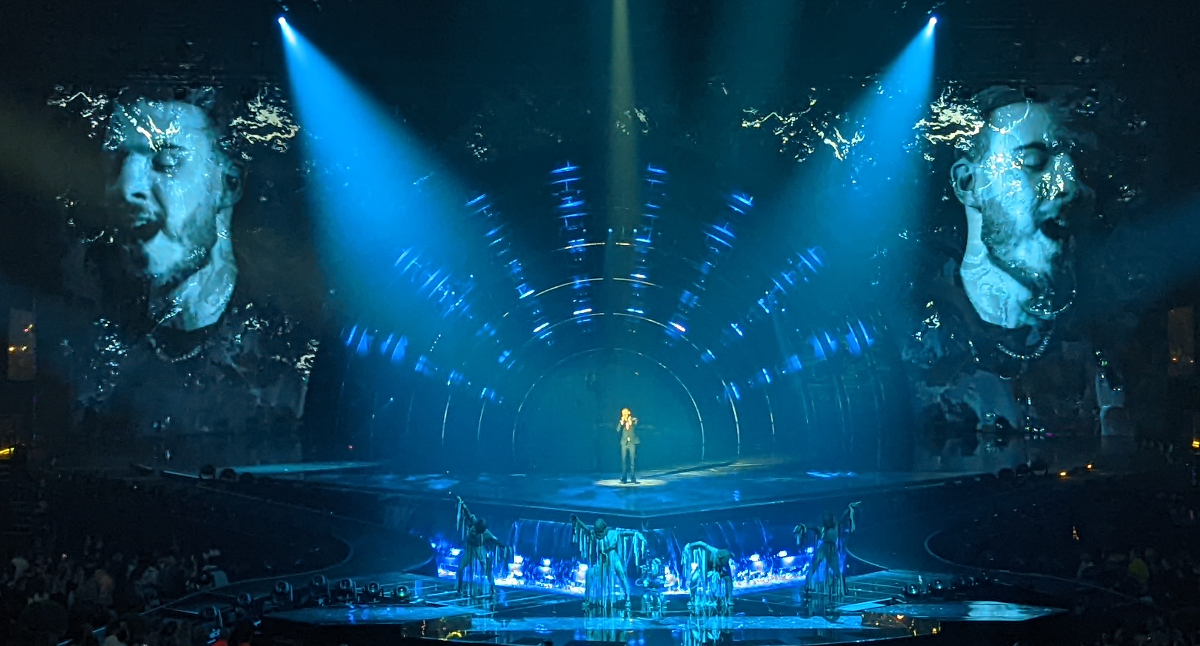
Ochman en la segunda semifinal.

Krystian Ochman tomó parte de los ensayos los días 3 y 6 de mayo así como de los ensayos generales con vestuario de la segunda semifinal los días 11 y 12 de mayo. El ensayo general de la tarde del 11 será tomado en cuenta por los jurados profesionales para emitir sus votos, que representaron el 50% de los puntos. Polonia se presentó en la posición 14, detrás de Montenegro y por delante de Rumania.
La actuación polaca tuvo como directores creativos a Mikołaj Dobrowolski y Tomasz Klimek. Krystian Ochman fue acompañado en el escenario por cuatro bailarinas vestidas con largas túnicas y velos negros que les cubrían la cara, realizando una coreografía alrededor de Ochman quien interpretó la canción en medio del escenario. En palabras de Ochman «Las bailarinas actúan como demonios. Todo el concepto de la canción es sobre tener un momento de paz interior, pero alejandose del ruido y los demonios.» La iluminación del escenario estuvo en penumbra con juegos de luces en color azul y la imagen de Ochman proyectada en ambos lados de la pantalla LED del fondo. La actuación incluyó varios efectos especiales en la realización para televisión que simulaban lluvia y tormentas eléctricas que fueron calificados por los fanes como "innecesarios" y "kitsch".
Al final del show, Polonia fue anunciada como uno de los 10 países finalistas. Los resultados revelados una vez terminado el festival, posicionaron a Polonia en 6° lugar de la semifinal con un total de 198 puntos, habiendo obtenido la cuarta posición del público con 114 puntos (incluyendo 3 máximas puntuaciones) y obteniendo el séptimo lugar del jurado profesional con 84 puntos. Este se convirtió en el primer pase de Polonia a la gran final desde Kasia Moś en 2017.

### Final
Durante la rueda de prensa de los ganadores de la segunda semifinal, se realizó el sorteo en el que se decidió en que mitad participaría cada finalista. Polonia fue sorteada para participar en la segunda mitad de la final (posiciones 14-25). El orden de actuación revelado durante la madrugada del viernes 13 de mayo, decidió que Polonia debía actuar en la posición 23 por delante de Reino Unido y por detrás de Serbia. Ochman tomó parte de los ensayos generales con vestuario de la final los días 13 y 14 de mayo. El ensayo general de la tarde del 13 fue tomado en cuenta por los jurados profesionales para emitir sus votos, que representaron el 50% de los puntos.
Durante la votación final, Polonia se posicionó en 14° lugar de la votación del jurado profesional con 46 puntos. Posteriormente se reveló su puntuación en la votación del televoto: 105 puntos que lo colocaron en el 8° lugar, incluyendo la máxima puntuación de Ucrania. En la sumatoria final, Polonia se ubicó en la 12.ª posición con un total de 151 puntos.

### Votación

#### Puntuación a Polonia

##### Semifinal 2
| Jurado                         | Jurado           | Jurado                                                                      | Jurado                              | Jurado                           |
| 12 puntos                      | 10 puntos        | 8 puntos                                                                    | 7 puntos                            | 6 puntos                         |
| ------------------------------ | ---------------- | --------------------------------------------------------------------------- | ----------------------------------- | -------------------------------- |
|                                |                  | - Azerbaiyán - Chipre - Georgia - Israel - Macedonia del Norte - San Marino | - España                            | - Alemania - Malta - Reino Unido |
| 5 puntos                       | 4 puntos         | 3 puntos                                                                    | 2 puntos                            | 1 punto                          |
|                                |                  | - Montenegro - República Checa - Serbia                                     |                                     | - Finlandia - Suecia             |
| Televoto                       |                  |                                                                             |                                     |                                  |
| 12 puntos                      | 10 puntos        | 8 puntos                                                                    | 7 puntos                            | 6 puntos                         |
| - Alemania - Bélgica - Irlanda | - Reino Unido    | - Chipre                                                                    | - Israel - República Checa - Suecia | - Australia - Estonia            |
| 5 puntos                       | 4 puntos         | 3 puntos                                                                    | 2 puntos                            | 1 punto                          |
| - Finlandia - San Marino       | - España - Malta | - Georgia                                                                   | - Macedonia del Norte - Montenegro  | - Azerbaiyán - Rumania           |

##### Final
| Jurado             | Jurado                                     | Jurado                        | Jurado                                       | Jurado                                 |
| 12 puntos          | 10 puntos                                  | 8 puntos                      | 7 puntos                                     | 6 puntos                               |
| ------------------ | ------------------------------------------ | ----------------------------- | -------------------------------------------- | -------------------------------------- |
|                    | - Grecia                                   | - Francia - Reino Unido       |                                              | - Israel                               |
| 5 puntos           | 4 puntos                                   | 3 puntos                      | 2 puntos                                     | 1 punto                                |
|                    | - Malta - San Marino                       |                               | - Azerbaiyán - Georgia - Macedonia del Norte |                                        |
| Televoto           |                                            |                               |                                              |                                        |
| 12 puntos          | 10 puntos                                  | 8 puntos                      | 7 puntos                                     | 6 puntos                               |
| - Ucrania          | - Irlanda - Reino Unido                    | - Alemania                    | - Bélgica - República Checa                  | - Países Bajos                         |
| 5 puntos           | 4 puntos                                   | 3 puntos                      | 2 puntos                                     | 1 punto                                |
| - Noruega - Suecia | - Austria - Dinamarca - Francia - Islandia | - Australia - Chipre - Italia | - Malta                                      | - Azerbaiyán - Israel - España - Suiza |

#### Votación realizada por Polonia[26][28]
| Puntos    | Jurado              | Televoto        |
| --------- | ------------------- | --------------- |
| 12 puntos | Suecia              | Suecia          |
| 10 puntos | Australia           | Estonia         |
| 8 puntos  | República Checa     | República Checa |
| 7 puntos  | Estonia             | Serbia          |
| 6 puntos  | Bélgica             | Finlandia       |
| 5 puntos  | Macedonia del Norte | Rumania         |
| 4 puntos  | Finlandia           | San Marino      |
| 3 puntos  | Azerbaiyán          | Chipre          |
| 2 puntos  | San Marino          | Australia       |
| 1 punto   | Israel              | Bélgica         |

| Puntos    | Jurado       | Televoto    |
| --------- | ------------ | ----------- |
| 12 puntos | Ucrania      | Ucrania     |
| 10 puntos | Suecia       | Suecia      |
| 8 puntos  | Reino Unido  | Estonia     |
| 7 puntos  | Portugal     | Moldavia    |
| 6 puntos  | Australia    | España      |
| 5 puntos  | Suiza        | Serbia      |
| 4 puntos  | Italia       | Noruega     |
| 3 puntos  | Países Bajos | Reino Unido |
| 2 puntos  | Grecia       | Lituania    |
| 1 punto   | España       | Portugal    |

##### Desglose
| Semifinal 2 | Semifinal 2         | Semifinal 2                | Semifinal 2                | Semifinal 2                | Semifinal 2                |
| N.º         | País                | Jurado                     | Jurado                     | Televoto                   | Televoto                   |
| N.º         | País                | Ranking                    | Puntos                     | Ranking                    | Puntos                     |
| ----------- | ------------------- | -------------------------- | -------------------------- | -------------------------- | -------------------------- |
| 01          | Finlandia           | 7                          | 4                          | 5                          | 6                          |
| 02          | Israel              | 10                         | 1                          | 12                         |                            |
| 03          | Serbia              | 14                         |                            | 4                          | 7                          |
| 04          | Azerbaiyán          | 8                          | 3                          | 16                         |                            |
| 05          | Georgia             | 12                         |                            | 14                         |                            |
| 06          | Malta               | 11                         |                            | 15                         |                            |
| 07          | San Marino          | 9                          | 2                          | 7                          | 4                          |
| 08          | Australia           | 2                          | 10                         | 9                          | 2                          |
| 09          | Chipre              | 15                         |                            | 8                          | 3                          |
| 10          | Irlanda             | 13                         |                            | 11                         |                            |
| 11          | Macedonia del Norte | 6                          | 5                          | 13                         |                            |
| 12          | Estonia             | 4                          | 7                          | 2                          | 10                         |
| 13          | Rumania             | 16                         |                            | 6                          | 5                          |
| 14          | Polonia             | -------------------------- | -------------------------- | -------------------------- | -------------------------- |
| 15          | Montenegro          | 17                         |                            | 17                         |                            |
| 16          | Bélgica             | 5                          | 6                          | 10                         | 1                          |
| 17          | Suecia              | 1                          | 12                         | 1                          | 12                         |
| 18          | República Checa     | 3                          | 8                          | 3                          | 8                          |

| Final | Final           | Final                      | Final                      | Final                      | Final                      |
| N.º   | País            | Jurado                     | Jurado                     | Televoto                   | Televoto                   |
| N.º   | País            | Ranking                    | Puntos                     | Ranking                    | Puntos                     |
| ----- | --------------- | -------------------------- | -------------------------- | -------------------------- | -------------------------- |
| 01    | República Checa | 20                         |                            | 16                         |                            |
| 02    | Rumania         | 21                         |                            | 15                         |                            |
| 03    | Portugal        | 4                          | 7                          | 10                         | 1                          |
| 04    | Finlandia       | 16                         |                            | 11                         |                            |
| 05    | Suiza           | 6                          | 5                          | 19                         |                            |
| 06    | Francia         | 22                         |                            | 18                         |                            |
| 07    | Noruega         | 12                         |                            | 7                          | 4                          |
| 08    | Armenia         | 17                         |                            | 17                         |                            |
| 09    | Italia          | 7                          | 4                          | 13                         |                            |
| 10    | España          | 10                         | 1                          | 5                          | 6                          |
| 11    | Países Bajos    | 8                          | 3                          | 12                         |                            |
| 12    | Ucrania         | 1                          | 12                         | 1                          | 12                         |
| 13    | Alemania        | 19                         |                            | 14                         |                            |
| 14    | Lituania        | 14                         |                            | 9                          | 2                          |
| 15    | Azerbaiyán      | 13                         |                            | 21                         |                            |
| 16    | Bélgica         | 15                         |                            | 22                         |                            |
| 17    | Grecia          | 9                          | 2                          | 23                         |                            |
| 18    | Islandia        | 18                         |                            | 20                         |                            |
| 19    | Moldavia        | 24                         |                            | 4                          | 7                          |
| 20    | Suecia          | 2                          | 10                         | 2                          | 10                         |
| 21    | Australia       | 5                          | 6                          | 24                         |                            |
| 22    | Reino Unido     | 3                          | 8                          | 8                          | 3                          |
| 23    | Polonia         | -------------------------- | -------------------------- | -------------------------- | -------------------------- |
| 24    | Serbia          | 23                         |                            | 6                          | 5                          |
| 25    | Estonia         | 11                         |                            | 3                          | 8                          |

##### Incidentes en la votación
En un comunicado emitido durante la transmisión de la final, la UER reveló que durante la presentación del jurado de la segunda semifinal el 11 de mayo de 2022, seis jurados nacionales, incluyendo el jurado polaco, se descubrió que tenían patrones de votación irregulares. Como resultado, sus votaciones fueron anuladas y sustituidas para la segunda semifinal y la final en función de países con patrones de votación similares según lo determinado por los bombos en los que se colocaron los países para el sorteo de asignación de semifinales en enero y sin afectar las votaciones del televoto. Las emisoras belgas VRT y RTBF informaron más tarde que los jurados de los países involucrados habían llegado a acuerdos para votarse entre ellos.
El 19 de mayo, la UER emitió un comunicado explicando lo sucedido. Los auditores independientes de la votación de la UER detectaron un patrón irregular en las puntuaciones otorgadas por los jurados de seis países participantes en la segunda semifinal: Azerbaiyán, Georgia, Montenegro, Polonia, Rumanía y San Marino. En el caso de Polonia, Ochman recibió en la votación de los otros 5 países involucrados un total de 41 puntos (promediando 8.20 puntos por país) y la máxima puntuación (12 puntos) de Azerbaiyán; mientras que en la votación de los otros 15 países recibió 57 puntos (promediando apenas 3.80 puntos por país) y como puntuación más alta 8 puntos de 3 jurados.
Dada la naturaleza de este incidente, la UER decidió ejercer su derecho a eliminar los votos emitidos por los seis jurados en cuestión a partir de la asignación de clasificación en la Gran Final para preservar la integridad del sistema de votación. A continuación se desglosa la votación anulada del jurado polaco, resaltando a los países involucrados en la votación irregular:
| Votación anulada en la Semifinal 2 | Votación anulada en la Semifinal 2 | Votación anulada en la Semifinal 2 | Votación anulada en la Semifinal 2 | Votación anulada en la Semifinal 2 | Votación anulada en la Semifinal 2 | Votación anulada en la Semifinal 2 | Votación anulada en la Semifinal 2 | Votación anulada en la Semifinal 2 |
| N.º                                | País                               | Jurado                             | Jurado                             | Jurado                             | Jurado                             | Jurado                             | Jurado                             | Jurado                             |
| N.º                                | País                               | Jurado A                           | Jurado B                           | Jurado C                           | Jurado D                           | Jurado E                           | Ranking                            | Puntos                             |
| ---------------------------------- | ---------------------------------- | ---------------------------------- | ---------------------------------- | ---------------------------------- | ---------------------------------- | ---------------------------------- | ---------------------------------- | ---------------------------------- |
| 01                                 | Finlandia                          | 3                                  | 8                                  | 8                                  | 5                                  | 13                                 | 6                                  | 5                                  |
| 02                                 | Israel                             | 15                                 | 16                                 | 12                                 | 14                                 | 14                                 | 17                                 |                                    |
| 03                                 | Serbia                             | 7                                  | 7                                  | 5                                  | 13                                 | 12                                 | 9                                  | 2                                  |
| 04                                 | Azerbaiyán                         | 5                                  | 3                                  | 3                                  | 2                                  | 1                                  | 2                                  | 10                                 |
| 05                                 | Georgia                            | 6                                  | 5                                  | 11                                 | 7                                  | 9                                  | 7                                  | 4                                  |
| 06                                 | Malta                              | 16                                 | 17                                 | 17                                 | 9                                  | 7                                  | 13                                 |                                    |
| 07                                 | San Marino                         | 4                                  | 1                                  | 2                                  | 1                                  | 2                                  | 1                                  | 12                                 |
| 08                                 | Australia                          | 2                                  | 14                                 | 10                                 | 12                                 | 16                                 | 10                                 | 1                                  |
| 09                                 | Chipre                             | 17                                 | 12                                 | 13                                 | 10                                 | 11                                 | 15                                 |                                    |
| 10                                 | Irlanda                            | 13                                 | 9                                  | 16                                 | 15                                 | 5                                  | 12                                 |                                    |
| 11                                 | Macedonia del Norte                | 14                                 | 15                                 | 14                                 | 11                                 | 3                                  | 11                                 |                                    |
| 12                                 | Estonia                            | 9                                  | 10                                 | 4                                  | 6                                  | 15                                 | 8                                  | 3                                  |
| 13                                 | Rumania                            | 1                                  | 4                                  | 7                                  | 4                                  | 4                                  | 3                                  | 8                                  |
| 14                                 | Polonia                            | --------------------------         | --------------------------         | --------------------------         | --------------------------         | --------------------------         | --------------------------         | --------------------------         |
| 15                                 | Montenegro                         | 8                                  | 2                                  | 1                                  | 8                                  | 6                                  | 4                                  | 7                                  |
| 16                                 | Bélgica                            | 11                                 | 11                                 | 15                                 | 16                                 | 10                                 | 14                                 |                                    |
| 17                                 | Suecia                             | 12                                 | 6                                  | 6                                  | 3                                  | 8                                  | 5                                  | 6                                  |
| 18                                 | República Checa                    | 10                                 | 13                                 | 9                                  | 17                                 | 17                                 | 16                                 |                                    |